# Supersport-VM 2008
Supersport-VM 2008 kördes över tretton omgångar. Nytt för 2008 var att trecylindrig motor tilläts ha en maxvolym på 675 cm3. Triumph Daytona 675 var en ny maskin i klassen på grund av denna regelförändring. Klassen har svenskintressen i teamet Stiggy Motorsport drivet av svenska tidigare GP-föraren Johan Stigefelt med förarna Joshua Brookes och danske Robbin Harms. Serien drabbades av en tragedi, då Craig Jones förolyckades på Brands Hatch.

## VM-tabell
| Plats | Förare           | Märke  | Poäng |
| ----- | ---------------- | ------ | ----- |
| 1     | Andrew Pitt      | Honda  | 214   |
| 2     | Jonathan Rea     | Honda  | 164   |
| 3     | Joshua Brookes   | Honda  | 163   |
| 4     | Brook Parkes     | Yamaha | 139   |
| 5     | Joan Lascorz     | Honda  | 121   |
| 6     | Fabien Foret     | Yamaha | 111   |
| 7     | Craig Jones†     | Honda  | 100   |
| 8     | Barry Veneman    | Suzuki | 92    |
| 9     | Robbin Harms     | Honda  | 71    |
| 10    | Gianluca Nanelli | Honda  | 70    |

## Delsegrare
| Bana           | Vinnare        | Märke  |
| -------------- | -------------- | ------ |
| Losail         | Brook Parkes   | Yamaha |
| Phillip Island | Andrew Pitt    | Honda  |
| Valencia       | Joan Lascorz   | Honda  |
| Assen          | Andrew Pitt    | Honda  |
| Monza          | Fabien Foret   | Yamaha |
| Nürburgring    | Andrew Pitt    | Honda  |
| Misano         | Andrew Pitt    | Honda  |
| Brno           | Jonathan Rea   | Honda  |
| Brands Hatch   | Jonathan Rea   | Honda  |
| Donington Park | Joshua Brookes | Honda  |
| Vallelunga     | Jonathan Rea   | Honda  |
| Magny-Cours    | Andrew Pitt    | Honda  |
| Algarve        | Kenan Sofuoglu | Honda  |

## Deltävlingar och pallplatser
| Nummer | Bana           | 1:a                            | 2:a                            | 3:a                            | Rapport |
| ------ | -------------- | ------------------------------ | ------------------------------ | ------------------------------ | ------- |
| 1      | Losail         | Brook Parkes, Yamaha           | Joan Lascorz, Honda            | Craig Jones, Honda             | *       |
| 2      | Phillip Island | Andrew Pitt, Honda             | Joshua Brookes, Honda          | Robbin Harms, Honda            | *       |
| 3      | Valencia       | Joan Lascorz, Honda            | Fabien Foret, Yamaha           | Craig Jones, Honda             | *       |
| 4      | Assen          | Andrew Pitt, Honda             | Jonathan Rea, Honda            | Joan Lascorz, Honda            | *       |
| 5      | Monza          | Fabien Foret, Yamaha           | Joshua Brookes, Honda          | Brook Parkes, Yamaha           | *       |
| 6      | Nürburgring    | Andrew Pitt, Ten Kate Honda    | Joshua Brookes, Honda          | Brook Parkes, Yamaha           | *       |
| 7      | Misano         | Andrew Pitt, Ten Kate Honda    | Craig Jones, Honda             | Jonathan Rea, Ten Kate Honda   | *       |
| 8      | Brno           | Jonathan Rea, Ten Kate Honda   | Andrew Pitt, Ten Kate Honda    | Joshua Brookes, Honda          | *       |
| 9      | Brands Hatch   | Jonathan Rea, Ten Kate Honda   | Craig Jones, Honda             | Andrew Pitt, Ten Kate Honda    | *       |
| 10     | Donington Park | Joshua Brookes, Honda          | Andrew Pitt, Ten Kate Honda    | Jonathan Rea, Ten Kate Honda   | *       |
| 11     | Vallelunga     | Jonathan Rea, Ten Kate Honda   | Brook Parkes, Yamaha           | Eugene Laverty, Yamaha         | *       |
| 12     | Magny-Cours    | Andrew Pitt, Honda CBR600RR    | Barry Veneman, Suzuki GSX-R600 | Joshua Brookes, Honda CBR600RR | *       |
| 13     | Algarve        | Kenan Sofuoglu, Honda CBR600RR | Andrew Pitt, Honda CBR600RR    | Joan Lascorz, Honda CBR600RR   | *       |